# Dolomit

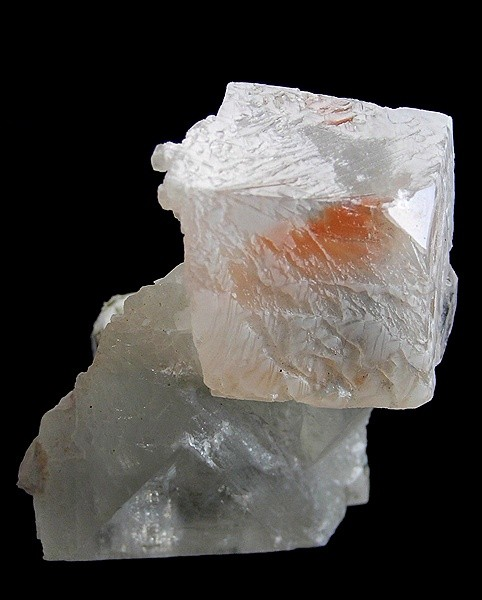
Dolomit

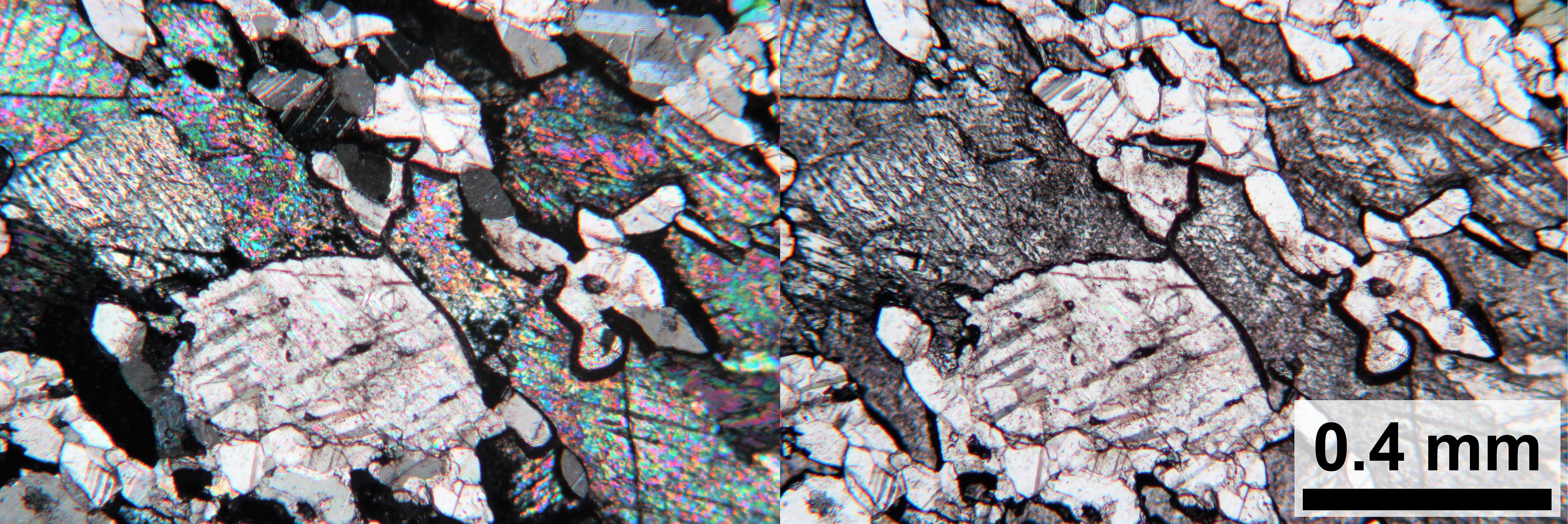
Dolomit och kalcit ser likadana ut i mikroskop, men tunna sektioner kan etsas och färgas för att identifiera mineralerna. Mikrofotografi av ett tunt snitt i tvär- och planpolariserat ljus: de ljusare mineralkornen på bilden är dolomit och de mörkare kornen är kalcit.

Dolomit är ett vattenfritt karbonatmineral bestående av kalciummagnesiumkarbonat helst (CaMg(CO3)2). Namnet dolomit används även ibland för en sedimentär karbonatbergarter såsom dolosten och dolomitmarmor i vilka dolomit är det dominerande mineralet.

## Dolomitmarmor
Dolomitmarmor är en metamorf bergart med dolomit som huvudbeståndsdel. Den kan vara vit till färgen, men har ofta gulbruna eller gröna flammor. I Sverige har den brutits sedan 1800-talet som byggnadssten och klär som ekebergsmarmor bland annat fasaden till Dramatiska teatern i Stockholm.
Dolomitmarmor är värdbergart för malmen i Sala silvergruva och bryts i Tistbrottet väster om gruvan. Dolomit bryts också i Masugnsbyn. Dolomitmarmor är Närkes landskapssten.

## Historik
Enligt Nicolas-Théodore de Saussure beskrevs dolomit troligen först av Carl von Linné 1768. Mineralet fick sitt namn i mars 1792 av Nicolas-Théodore de Saussure, som uppkallade det efter den franska geologen Déodat Gratet de Dolomieu (1750–1801) som upptäckte bergarten i det som nu kallas Dolomiterna i norra Italien.

## Egenskaper
Mineralet dolomit kristalliseras i det trigonal-romboedriska systemet. Den bildar vita, bruna, grå eller rosa kristaller. Dolomit är ett dubbelkarbonat, med ett alternerande strukturellt arrangemang av kalcium- och magnesiumjoner. Såvida den inte är i fin pulverform löser den sig inte snabbt eller brusar (bruser) i kall utspädd saltsyra som kalcit gör. Kristalltvilling är vanligt. Mineralet har en hårdhet på cirka 3½–4 på Mohs hårdhetsskala. Eldhållfastheten är ganska god.
Fast lösning finns mellan dolomit, den järndominerande ankeriten och den mangandominanta kutnohoriten. Små mängder järn i strukturen ger kristallerna en gul till brun nyans. Mangan ersätter också i strukturen upp till cirka tre procent MnO. En hög manganhalt ger kristallerna en rosa färg. Bly, zink och kobolt kan också ersätta magnesium i strukturen. Mineralet dolomit är nära besläktat med huntiten Mg3Ca(CO3)4.
Eftersom dolomit kan lösas upp av något surt vatten, är områden där dolomit är ett rikligt stenbildande mineral viktiga som akviferer och bidrar till karstterrängbildning.

## Bildning
Modern dolomitbildning har visat sig ske under anaeroba förhållanden i övermättade saltlaguner som de vid Rio de Janeiros kust i Brasilien, som Lagoa Vermelha och Brejo do Espinho. Det finns många andra platser där modern dolomit bildas, särskilt längs sabkhas i Persiska viken, men också i sedimentära bassänger som bär gashydrater och hypersalina sjöar. Man tror ofta att dolomit bildar kärnor med hjälp av sulfatreducerande bakterier (till exempel Desulfovibrio brasiliensis), men andra mikrobiella metabolismer har också visat sig medverka i dolomitbildning. I allmänhet kan lågtemperaturdolomit förekomma i naturliga övermättade miljöer rika på extracellulära polymera ämnen (EPS) och mikrobiella cellytor. Detta är sannolikt ett resultat av komplexbildning av både magnesium och kalcium av karboxylsyror som innehåller EPS.
Det finns stora avlagringar av dolomit i det geologiska arkivet, men mineralet är relativt sällsynt i moderna miljöer. Reproducerbara, oorganiska lågtemperatursynteser av dolomit har ännu inte utförts. Vanligtvis kan den initiala oorganiska utfällningen av en metastabil "råvara" (såsom magnesiumkalcit) lätt uppnås. Prekursorfasen kommer teoretiskt att ändras gradvis till en mer stabil fas (såsom delvis ordnad dolomit) under periodiska intervaller av upplösning och återutfällning. Den allmänna principen som styr förloppet av denna irreversibla geokemiska reaktion har benämnts "som bryter mot Ostwalds stegregel". Höga diagenetiska temperaturer, såsom de för grundvatten som strömmar längs djupt rotade förkastningssystem som påverkar vissa sedimentära följder eller djupt begravda kalkstensberg allokerar dolomitisering. Men mineralet är också volymetriskt viktigt i vissa Neogene-plattformar som aldrig utsätts för förhöjda temperaturer. Under sådana förhållanden för diagenes kan den djupa biosfärens långsiktiga aktivitet spela en nyckelroll i dolomitisering, eftersom diagenetiska vätskor med kontrasterande sammansättning blandas som ett svar på Milankovitchcykler.
Ett nyligen (2018) genomfört biotiskt syntetiskt experiment påstår sig ha fällt ut ordnad dolomit när anoxygen fotosyntes fortsätter i närvaro av mangan(II). Ett fortfarande förbryllande exempel på ett organogent ursprung är den rapporterade bildningen av dolomit i urinblåsan hos en dalmatisk hund, möjligen som ett resultat av en sjukdom eller infektion.

## Användning
Dolomit används som en prydnadssten, ett betongaggregat och som källa till magnesiumoxid, såväl som i Pidgeonprocessen för produktion av magnesium. Den är en viktig petroleumreservoarbergart och fungerar som värdbergart för stora stratabundna Mississippi Valley-typ (MVT) malmfyndigheter av basmetaller som bly, zink och koppar. Där kalcitkalksten är ovanlig eller för dyr, används ibland dolomit i dess ställe som flussmedel för smältning av järn och stål. Stora mängder bearbetad dolomit används vid tillverkning av floatglas.
Inom trädgårdsodling tillsätts dolomit och dolomitkalksten till jordar och jordfria krukväxtblandningar som pH-buffert och som magnesiumkälla. Betesmarker kan kalkas med dolomitkalk för att höja deras pH och där det finns magnesiumbrist.
Dolomit används också som substrat i marina (saltvatten) akvarier för att buffra förändringar i vattnets pH.
Bränd dolomit används också som en katalysator för destruktion av tjära vid förgasning av biomassa vid hög temperatur.Partikelfysikforskare bygger gärna partikeldetektorer under lager av dolomit för att detektorerna ska kunna upptäcka så många exotiska partiklar som möjligt. Eftersom dolomit innehåller relativt små mängder radioaktivt material, kan den isolera mot störningar från kosmisk strålning utan att öka bakgrundsstrålningsnivåerna.
Förutom att vara ett industrimineral är dolomit högt värderat av samlare och museer när den bildar stora, genomskinliga kristaller. De exemplar som förekommer i magnesitbrottet som exploateras i Eugui, Esteribar, Navarra (Spanien) anses vara bland de bästa i världen.
Styrelsen för teknisk utveckling (STU) har föreslagit dolomit som tänkbart fyllmedel inom pappersindustrin.